# Liste der Kulturgüter in Visp
Die Liste der Kulturgüter in Visp enthält alle Objekte in der Gemeinde Visp im Kanton Wallis, die gemäss der Haager Konvention zum Schutz von Kulturgut bei bewaffneten Konflikten, dem Bundesgesetz vom 20. Juni 2014 über den Schutz der Kulturgüter bei bewaffneten Konflikten sowie der Verordnung vom 29. Oktober 2014 über den Schutz der Kulturgüter bei bewaffneten Konflikten unter Schutz stehen.
Objekte der Kategorie A sind im Gemeindegebiet nicht ausgewiesen, Objekte der Kategorie B sind vollständig in der Liste enthalten, Objekte der Kategorie C fehlen zurzeit (Stand: 1. Januar 2023).

## Kulturgüter
| Foto |                                                                                         | Objekt                                                           | Kat. | Typ | Standort                                     | Beschreibung |
| ---- | --------------------------------------------------------------------------------------- | ---------------------------------------------------------------- | ---- | --- | -------------------------------------------- | ------------ |
| ja   | Datei hochladen · Wikidata zu Altes Spittel (Q15280910)                                 | Altes Spittel KGS-Nr.: 07183                                     | B    | G   | Spittelgasse 4 634098 / 126582               |              |
| ja   | Datei hochladen · Wikidata zu Burgerkirche Hl. Drei Könige mit Burgerarchiv (Q29929421) | Burgerkirche Heilige Drei Könige mit Burgerarchiv KGS-Nr.: 07184 | B    | G   | Kaplaneigasse 634095 / 126637                |              |
| ja   | Datei hochladen · Wikidata zu Kapelle Mariä Himmelfahrt (Q29929435)                     | Kapelle Mariä Himmelfahrt KGS-Nr.: 07186                         | B    | G   | Eyholz, Kantonsstrasse 637023 / 127311       |              |
| ja   | Datei hochladen · Wikidata zu Kaplaneihaus (Q29929436)                                  | Kaplaneihaus KGS-Nr.: 07187                                      | B    | G   | Eyholz, Kantonsstrasse 76 637007 / 127294    |              |
| ja   | Datei hochladen · Wikidata zu Haus Burgener (Q29929438)                                 | Haus Burgener KGS-Nr.: 07188                                     | B    | G   | St. Martiniplatz 5 634121 / 126569           |              |
| ja   | Datei hochladen · Wikidata zu Haus Cricer (Q29929441)                                   | Haus Cricer KGS-Nr.: 07189                                       | B    | G   | Gräfibielgasse 1 634075 / 126686             |              |
| ja   | Datei hochladen · Wikidata zu Haus Zuber (Q29929444)                                    | Haus Zuber KGS-Nr.: 07191                                        | B    | G   | St. Martinistrasse 4a 634129 / 126652        |              |
| ja   | Datei hochladen · Wikidata zu Kirche St. Martin (Q29929446)                             | Kirche St. Martin KGS-Nr.: 07192                                 | B    | G   | St. Martiniplatz 4a 634098 / 126505          |              |
| ja   | Datei hochladen · Wikidata zu Lochmatterturm (Q29929448)                                | Lochmatterturm KGS-Nr.: 07193                                    | B    | G   | Treichweg 6 634092 / 126421                  |              |
| ja   | Datei hochladen · Wikidata zu Pflanzetta (Q15840336)                                    | Pflanzetta KGS-Nr.: 07195                                        | B    | G   | St. Jodernstrasse 3, 5, 7, 9 634198 / 126345 |              |
| ja   | Datei hochladen · Wikidata zu Schützenlaube (Q15846969)                                 | Schützenlaube KGS-Nr.: 07196                                     | B    | G   | Schützenhausgasse 634045 / 126696            |              |
| BW   | Datei hochladen · Wikidata zu Schulkomplex (Q133826996)                                 | Schulkomplex KGS-Nr.: 17440                                      | B    | G   | Im Sand 1 633834 / 127192                    |              |
| ja   | Datei hochladen · Wikidata zu Industrieanlagen Lonza (Q133827154)                       | Industrieanlagen Lonza KGS-Nr.: 17441                            | B    | G   | Rottenstrasse 6 634449 / 127246              |              |